# 4-Pfünder-Feldkanone C/64

Sezione dell'otturatore a cuneo del C64 del 1864.

4-Pfünder-Feldkanone C/64 (cannone da campagna da 4 libbre o anche C/64) era un cannone prodotto dalla Krupp utilizzato diffusamente l'esercito prussiano durante la guerra franco-prussiana. Si trattava di uno dei primi cannoni da campagna, in acciaio a retrocarica e con canna rigata (80 mm di calibro, proietto da 4,3 kg, gittata massima 3800 m). Si rivelò superiore sotto ogni aspetto alle controparti francesi in bronzo ad avancarica, anche per l'efficienza delle spolette.
Il C64 era l'unico pezzo assegnato alle compagnie d'artiglieria a cavallo. Ogni unità era composta da tre batterie, ogni batteria era formata da sei cannoni C64, per complessivi 18 pezzi. Le compagnie di artiglieria a piedi erano dotate di un eguale numero di C64 e di C67.